# Delia pectinata
Delia pectinata är en tvåvingeart som beskrevs av Judin 1974. Delia pectinata ingår i släktet Delia och familjen blomsterflugor. Inga underarter finns listade i Catalogue of Life.